# Жовта картка

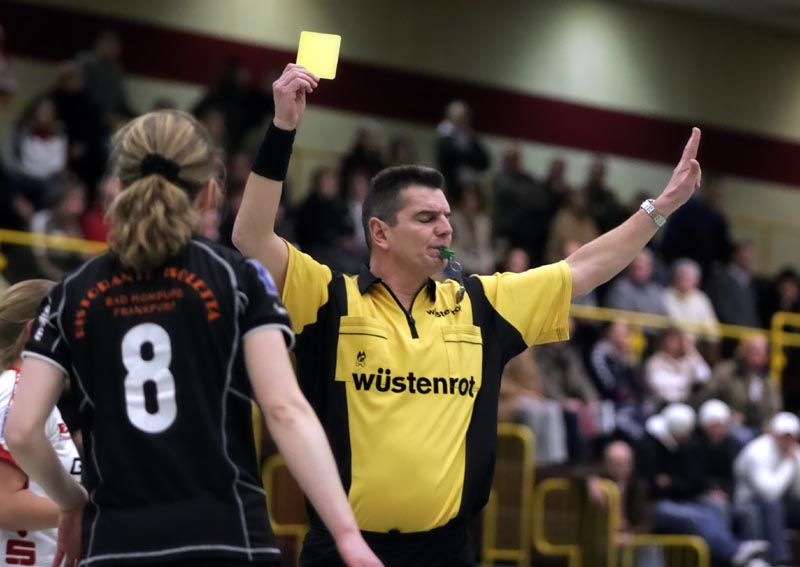
Жовта картка під час гандбольного матчу

Жо́вта ка́ртка — символ попередження у спорті, зазвичай паперовий або пластиковий прямокутник жовтого кольору.
У футболі показується суддею за такі порушення правил:
- За навмисну гру рукою (крім випадків, якщо гра рукою розцінюється як «фол останньої надії»)
- За затягування часу
- За зрив небезпечної атаки
- За удар до свистка / вихід із стінки (при пробитті штрафного удару)
- За удар після свистка (при фіксації офсайду або зупинці гри)
- За грубу гру (за винятком випадків, якщо суддя вважатиме порушення «дуже грубою грою»)
- За неспортивну поведінку (крім випадків, якщо неспортивну поведінку може послужити образою будь-якого учасника матчу / персоналу команди / вболівальника)
- За суперечку з суддею (капітани команд мають право на спілкування з суддею і можуть з'ясувати причину порушення)
- За симуляцію
- За догляд / вхід в гру без дозволу судді

Жовта і червона картки були запроваджені на чемпіонаті світу з футболу у Мексиці в 1970 році для того, щоб показати глядачам, що суддя виносить гравцеві попередження або вилучає гравця з поля. Ініціатором ідеї показувати гравцям картки за грубі порушення був англійський арбітр Кен Астон. Під час чвертьфінального матчу чемпіонату світу 1966 року між Англією і Аргентиною він виніс попередження англійським гравцям Боббі та Джеку Чарльтонам, однак не продемонстрував цього чітко публіці. Як наслідок, англійці опротестували попередження. Щоб запобігти повторенню інциденту, Астон запропонував вживати виразні, видні здалека картки.
Нововведення сподобалося і було поширене на інші види спорту.
У футболі показується суддею за такі порушення правил:
- За навмисну гру рукою (крім випадків, якщо гра рукою розцінюється як «фол останньої надії»)
- За затягування часу
- За зрив небезпечної атаки
- За удар до свистка / вихід із стінки (при пробитті штрафного удару)
- За удар після свистка (при фіксації офсайду або зупинці гри)
- За грубу гру (за винятком випадків, якщо суддя вважатиме порушення «дуже грубою грою»)
- За неспортивну поведінку (крім випадків, якщо неспортивну поведінку може послужити образою будь-якого учасника матчу / персоналу команди / вболівальника)
- За суперечку з суддею (капітани команд мають право на спілкування з суддею і можуть з'ясувати причину порушення)
- За симуляцію
- За догляд / вхід в гру без дозволу судді

У деяких видах спорту жовта картка автоматично означає вилучення гравця на певний період часу, наприклад, у регбі на 10 хвилин.
У футболі діє правило, за яким дві жовті картки, показані гравцеві впродовж одного матчу, автоматично дорівнюють червоній картці.
Неформально жовту картку називають «гірчичником».